# Acrocercops hierocosma
Acrocercops hierocosma är en fjärilsart som beskrevs av Edward Meyrick 1912. Acrocercops hierocosma ingår i släktet Acrocercops och familjen styltmalar. Inga underarter finns listade i Catalogue of Life.